# لوپز د میکای
لوپز د میکای (انگلیسی: López de Micay) نام شهری در کشور کلمبیا است.